# Père Gabriel
Père Gabriel ou Saint Gabriel confesseur et fol-en-Christ (géorgien : მამა გაბრიელი ou წმ. ღირსი მამა გაბრიელი აღმსარებელი-სალოსი) né Goderdzi Ourguébadzé est un saint de l'Église orthodoxe canonisé par le concile du Saint-Synode de l'Église orthodoxe autocéphale apostolique de Géorgie du 20 décembre 2012 (7 décembre selon le calendrier julien). Le décret synodal fixe la célébration de sa fête le 2 novembre. Ses reliques sont vénérées dans l'église du monastère de Samtavro. Il appartient à la catégorie de saints très spéciale des fols-en-Christ.

## Biographie
Goderdzi Ourguébadzé né le 26 août 1929 à Tbilissi en Géorgie dans une famille géorgienne. Son père Vassili Ourguébadzé est assassiné quand il a deux ans.
En 1949, il réalise son service militaire au sein de l'armée soviétique et brave les interdits anti-chrétiens en jeûnant et en allant prier à l'église. En janvier 1955, il devient diacre et le 22 février de la même année il prononce ses vœux monastiques.
Le 1er mai 1965, il brûle le portrait de Lénine lors d'une manifestation. Il fut frappé suite à cela, transporté à l’hôpital et mis en isolement. Torturé, le régime soviétique l'enferme dans un asile psychiatrique. Sept mois plus tard, il est libéré.

## Postérité
Une rue de Tbilissi a été rebaptisée " Moine Gabriel fol-en-Christ " et au moins deux églises ont été érigées en son nom.

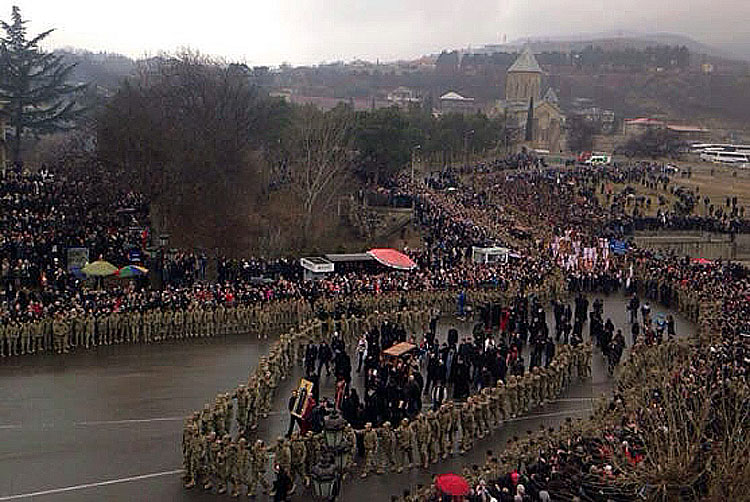
Transfert des reliques de Saint Gabriel au couvent de Samtavro le 22 février 2014